# Thierry Montmerle
Thierry Montmerle (n. 1946) es un astrofísico francés, antiguo secretario general de la Unión Astronómica Internacional (2012-2015).

## Biografía
Secretario general adjunto del Comité Ejecutivo de la Unión Astronómica Internacional (Assistant General Secretary of Executive Committee) entre 2009 y 2012, ese último año pasó a desempeñar la secretaría general de la organización. Desde 2015, forma parte del Grupo de trabajo de la Unión Astronómica Internacional para el nombre de las estrellas.